# Joseph Zen Ze-Kiun
Joseph Zen Ze-Kiun S.D.B. (Shanghai, 13 januari 1932) is een Chinees geestelijke en een kardinaal van de Rooms-Katholieke Kerk.
Zen volgde het novitiaat van de Salesianen van Don Bosco in Hongkong. Daarna studeerde hij theologie in Turijn en aan de Pauselijke Salesiaanse Universiteit in Rome, waar hij een licentiaat behaalde in de theologie en promoveerde in de filosofie. Hij werd op 11 februari 1961 priester gewijd. Vervolgens keerde hij terug naar Hongkong, waar hij diverse posities bekleedde in de gemeenschap van de Salesianen.
Op 13 september 1996 werd Zen benoemd tot bisschop-coadjutor van Hongkong. Zijn bisschopswijding vond plaats op 9 december 1996. Toen John Wu Cheng-chung op 23 september 2002 overleed, volgde Zen hem op als bisschop van Hongkong.
Zen werd tijdens het consistorie van 24 maart 2006 kardinaal gecreëerd. Hij kreeg de rang van kardinaal-priester. Zijn titelkerk werd de Santa Maria Madre del Redentore a Tor Bella Monaca.
Zen ging op 15 april 2009 met emeritaat.
Op 13 januari 2012 verloor Zen het recht om deel te nemen aan een toekomstig conclaaf omdat hij de leeftijd van 80 jaar had bereikt.
- Bibliothèque nationale de France: cb15557911k (data)
- Gemeinsame Normdatei: 134059557
- International Standard Name Identifier: 0000 0000 7995 080X
- Library of Congress Control Number: nb2010025626
- Réseau des bibliothèques de Suisse occidentale: 02-A014359995
- Système universitaire de documentation: 123018218
- Virtual International Authority File: 49539147
- WorldCat: E39PBJkp4fBKGJdmYCwvr7YXVC